# Alexander Posth
Alexander Posth (* 3. April 1978 in Bonn) ist ein deutscher Immobilienunternehmer. Bekannt wurde er als Fernsehdarsteller in der Sendung mieten, kaufen, wohnen.

## Leben
Posth wuchs als Sohn eines deutschen Beamten in Bonn und von 1988 bis 1993 in Moskau auf. Er war als selbständiger Immobilienmakler in Berlin tätig. Von 2008 bis 2015 war Posth einer der Hauptdarsteller der täglichen Pseudo-Doku-Soap mieten, kaufen, wohnen, die vom Privatsender VOX ausgestrahlt wurde. 2012 nahm er an einem mieten, kaufen, wohnen-Spezial von Das perfekte Promi-Dinner teil.
Alexander Posth ist seit 2016 als Immobilienentwickler von Luxuswohnungen in Miami, Florida tätig. Zu seinen Projekten gehört Diesel Wynwood Condominium und 710 Edge, ein Tower-Projekt am Biscayne Bay mit 55 Stockwerken und 70 Wohnungen.
Alexander Posth lebt mit seiner Ehefrau und seinen zwei Kindern in Miami, Florida.

## Filmografie
- 2007–2015: mieten, kaufen, wohnen
- 2012: Das perfekte Promi-Dinner
- 2012: Mein Traumhaus am Meer
- 2013 und 2015: Promi Shopping Queen
- 2014: Hochzeitsspezial Angelina und Alexander
- 2016: Das Sommerhaus der Stars – Kampf der Promipaare